# Stampede (album de Hellyeah)
Pour les articles homonymes, voir Stampede.
Stampede est le deuxième album du groupe Hellyeah, sorti en juillet 2010 chez le label Epic Records.

## Pistes
1. Cowboy Way - 3:45
2. Debt That All Men Pay - 3:09
3. Hell Of A Time - 3:40
4. Stampede - 3:07
5. Better Man - 4:31
6. It's On! - 3:44
7. Pole Rider - 3:21
8. Cold As A Stone - 3:28
9. Stand Or Walk Away - 4:49
10. Alive And Well - 3:17
11. Order The Sun - 4:23

Musiciens : Chad Grey, Vinnie Paul, Tom Maxwell, Greg Tribbett, Bobzilla.